# 鳞喉隐蜂鸟
鳞喉隐蜂鸟（学名：[Phaethornis eurynome] 错误：{{Lang}}：文本有斜体标记（帮助）），是雨燕目蜂鸟科的一种鸟类。
鳞喉隐蜂鸟体重约5.3克，翼长约58.4毫米，嘴峰长约39.6毫米，喙宽度约2.6毫米，喙厚度约2.6毫米，跗蹠长约4.5毫米，尾长约68.6毫米。鳞喉隐蜂鸟在其分布区内为留鸟，其栖息在密集的高大树木组成的森林中，食性为草食性，主要食物来源是植物的花蜜。

## 亚种
- [P. e. paraguayensis] 错误：{{Lang}}：文本有斜体标记（帮助）：分布于巴拉圭东部和阿根廷东北部。
- [P. e. eurynome] 错误：{{Lang}}：文本有斜体标记（帮助）：分布于巴西东南部（巴伊亚州至南里奥格兰德州）。[4]